# Twarz (film 2018)
Twarz – polski komediodramat z 2018 roku w reżyserii Małgorzaty Szumowskiej. Film zdobył Srebrnego Niedźwiedzia - Grand Prix Jury, drugą nagrodę w konkursie głównym, na 68. MFF w Berlinie.
Historia młodego chłopaka Jacka, który w wyniku wypadku traci twarz. Po przeszczepie, z nową twarzą wraca do domu, ale już jako ktoś inny.

Twarz jest metaforą tego, co dzieje się obecnie w Polsce: strachu przed obcym. Małgorzata Szumowska

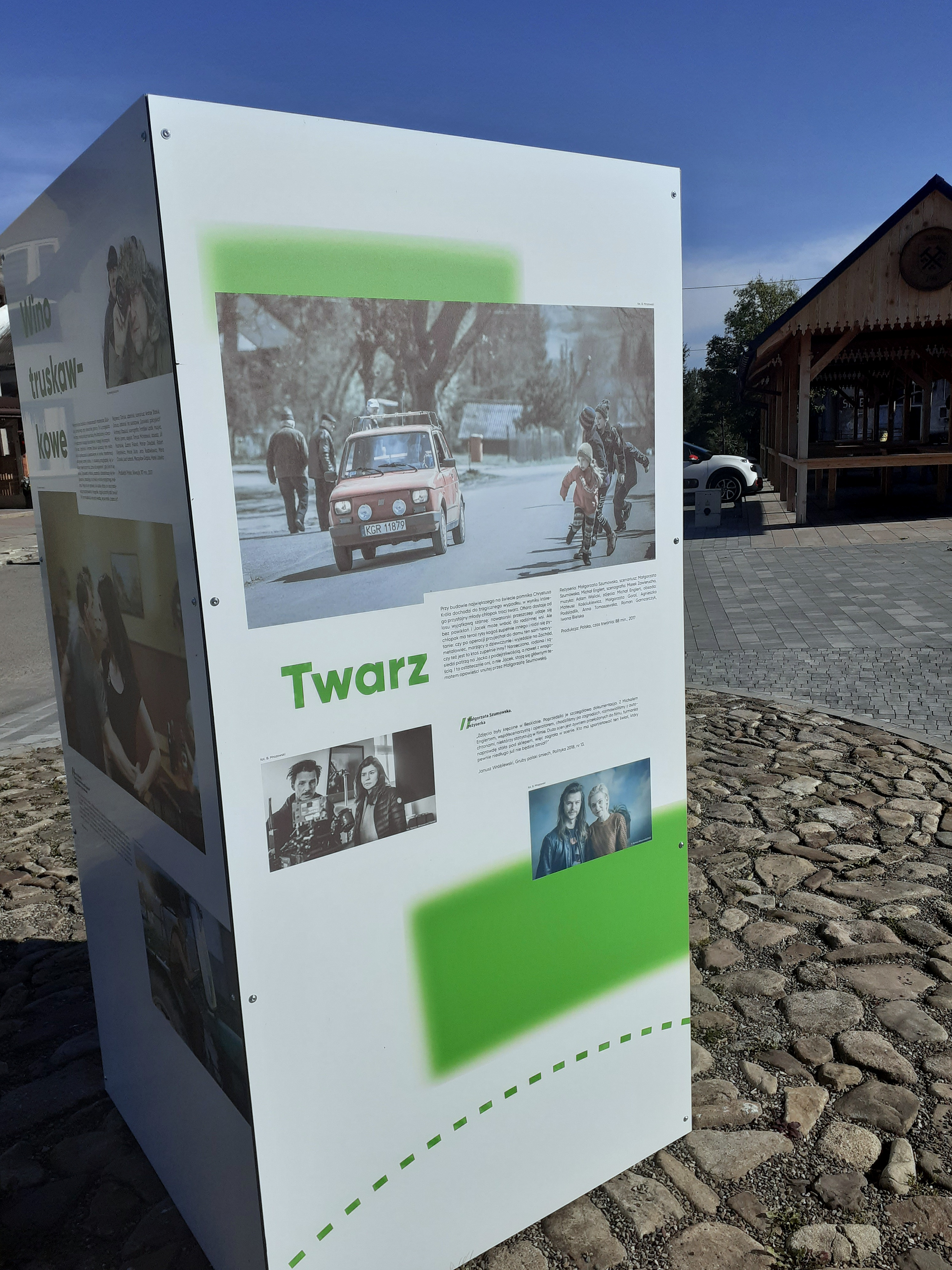
Tablica upamiętniająca film w Jaśliskach, gdzie realizowano zdjęcia

## Obsada
- Mateusz Kościukiewicz jako Jacek
- Agnieszka Podsiadlik jako siostra Jacka
- Małgorzata Gorol jako Dagmara, narzeczona Jacka
- Anna Tomaszewska jako matka Jacka
- Dariusz Chojnacki jako brat Jacka
- Robert Talarczyk jako szwagier Jacka
- Roman Gancarczyk jako ksiądz
- Iwona Bielska jako matka Dagmary
- Krzysztof Czeczot jako biznesmen
- Krzysztof Ibisz jako dziennikarz
- Ewa Kolasińska jako Marianna Bączyk
- Dobromir Dymecki jako lekarz
- Anna Rokita jako pielęgniarka
- Ryszard Kluge jako kierownik budowy
- Marek Kalita jako egzorcysta
- Sebastian Łach jako kolega w barze
- Juliusz Chrząstowski jako lekarz komisji ZUS
- Jan Nosal jako lekarz komisji ZUS
- Paweł Sanakiewicz jako dostojnik
- Jacek Romanowski jako dostojnik
- Piotr Urbaniak jako inżynier

## Nagrody i nominacje
- 68. MFF w Berlinie: Srebrny Niedźwiedź – Nagroda Grand Prix Jury[2].
- Międzynarodowy Festiwal Kina Niezależnego Netia Off Camera 2018 w Krakowie: wygrana w Konkursie Polskich Filmów Fabularnych[3]
- Festiwal Polskich Filmów Fabularnych w Gdyni 2018 – udział w konkursie głównym[4]